# Sant Jaume de Montagut

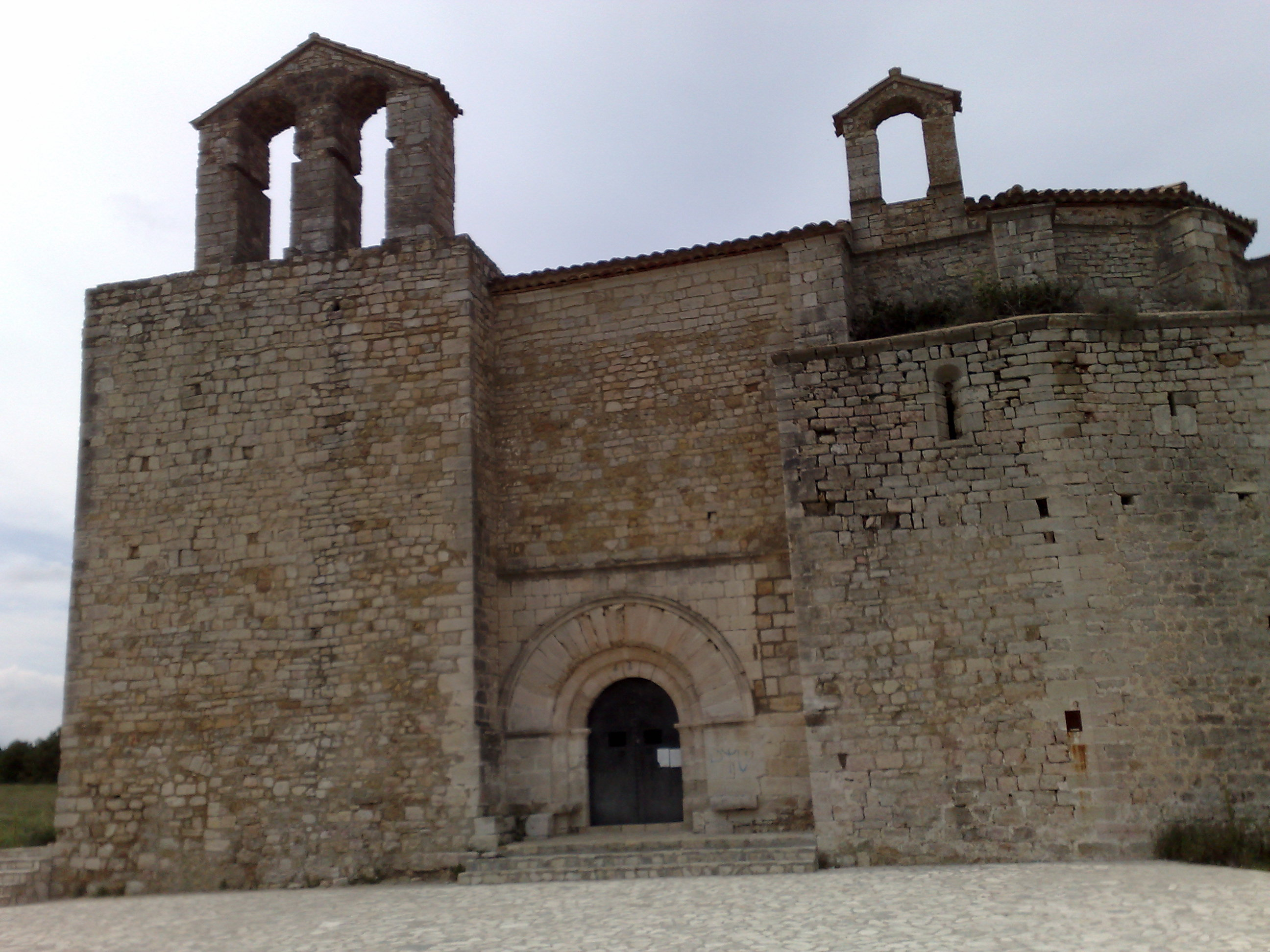
Visió principal

L'església de Sant Jaume de Montagut ubicada a Querol (Alt Camp), és un dels exemples singulars de l'arquitectura religiosa del gòtic català del segle xiv per la tipologia de la seva planta i solucions estructurals. Arquitectònicament és de planta rectangular, d'una sola nau de dos trams coberta de teula a dos vessants. Té set capelles que conformen un absis poligonal de set costats i coberta amb voltes de creueria. Les façanes tenen un predomini del ple sobre el buit, amb grans contraforts a la façana nord. A la façana sud hi ha dos campanars d'espadanya i la porta d'accés està formada per tres arcs de mig punt. La declaració de BCIN de juliol de 2013 defineix un entorn de protecció de l'església de Sant Jaume de Montagut té com a finalitat garantir la visibilitat del monument i protegir el subsòl donada la possible existència de restes arqueològiques.